# Langbeinit
Langbeinit ist ein selten vorkommendes Mineral aus der Mineralklasse der „Sulfate (einschließlich Selenate, Tellurate, Chromate, Molybdate und Wolframate)“ mit der idealisierten Zusammensetzung K2Mg2[SO4]3 und ist damit chemisch gesehen ein Kalium-Magnesium-Sulfat.
Langbeinit kristallisiert im kubischen Kristallsystem aus, entwickelt aber nur selten mit bloßem Auge sichtbare Kristalle mit würfeligem oder oktaedrischem Habitus. Meist findet er sich in Form nieriger, knolliger oder körniger bis massiger Mineral-Aggregate. In reiner Form ist Langbeinit farblos und durchsichtig. Durch vielfache Lichtbrechung aufgrund von Gitterbaufehlern oder polykristalliner Ausbildung kann er aber auch durchscheinend weiß sein und durch Fremdbeimengungen einen blassgelben, rosa bis roten, grünen oder grauen Farbton annehmen.

## Etymologie und Geschichte
Erstmals entdeckt wurde Langbeinit im Kaliwerk Wilhelmshall-Anderbeck in Sachsen-Anhalt. Die Erstbeschreibung erfolgte 1891 durch Sylvester Zuckschwerdt, der das Mineral nach Kommerzienrat Adalbert Langbein (1834–1894) aus Leopoldshall benannte, um seine Verdienste zur Entwicklung der Kalisalzindustrie in der Region zu ehren.

## Klassifikation
In der mittlerweile veralteten 8. Auflage der Mineralsystematik nach Strunz gehörte der Langbeinit zur Abteilung „Wasserfreie Sulfate ohne fremde Anionen“, wo er als Namensgeber die „Langbeinit-Reihe“ mit der System-Nr. VI/A.02 und dem weiteren Mitglied Manganolangbeinit bildete.
Im zuletzt 2018 überarbeiteten und aktualisierten Lapis-Mineralienverzeichnis nach Stefan Weiß, das sich aus Rücksicht auf private Sammler und institutionelle Sammlungen noch nach dieser klassischen Systematik von Karl Hugo Strunz richtet, erhielt das Mineral die System- und Mineral-Nr. VI/A.03-10, was in der „Lapis-Systematik“ der Abteilung „Wasserfreie Sulfate [SO4]2−, ohne fremde Anionen“ entspricht, wo er zusammen mit Calciolangbeinit, Efremovit und Manganolangbeinit eine gemeinsame, aber unbenannte Gruppe bildet.
Die seit 2001 gültige und von der International Mineralogical Association (IMA) bis 2009 aktualisierte 9. Auflage der Strunz’schen Mineralsystematik ordnet den Langbeinit ebenfalls in die Abteilung der „Sulfate (Selenate usw.) ohne zusätzliche Anionen, ohne H2O“ ein. Diese ist allerdings weiter unterteilt nach der relativen Größe der beteiligten Kationen, so dass das Mineral entsprechend seiner Zusammensetzung in der Unterabteilung „Mit mittelgroßen und großen Kationen“ zu finden ist, wo es ebenfalls als Namensgeber die „Langbeinitgruppe“ mit der System-Nr. 7.AC.10 und den weiteren Mitgliedern Efremovit und Manganolangbeinit bildet.
Auch die vorwiegend im englischen Sprachraum gebräuchliche Systematik der Minerale nach Dana ordnet den Langbeinit in die Klasse der „Sulfate, Chromate und Molybdate (einschließlich Selenate, Tellurate, Selenite. Tellurite und Sulfite)“ und dort in die Abteilung der „Sulfate“ ein. Auch hier ist er als Namensgeber in der „Langbeinit-Reihe“ mit der System-Nr. 28.04.04 innerhalb der Unterabteilung „Wasserfreie Säuren und Sulfate mit verschiedenen Formeln“ zu finden.

## Kristallstruktur
Langbeinit kristallisiert kubisch in der Raumgruppe P213 (Raumgruppen-Nr. 198) mit dem Gitterparameter a = 9,92 Å sowie 4 Formeleinheiten pro Elementarzelle.
Die Kristallstruktur von Langbeinit besteht aus einem Gerüst aus [SO4]2−Tetraedern und Mg2+-Ionen in oktaedrischer Koordination gegenüber den O2−-Ionen. In den Hohlräumen dieses Gerüstes sind die K+-Ionen eingelagert.

## Eigenschaften
In Wasser löst sich Langbeinit nur langsam auf. Durch schwaches Glühen wird er milchigweiß.
Langbeinit ist piezoelektrisch, das heißt, er baut ähnlich wie Quarz durch intervallartige elastische Verformungen elektrische Spannung auf. Daneben ist er auch tribolumineszent, reagiert also bei starker mechanischer Beanspruchung oder Reibung mit „kalter Lichtemission“.

## Bildung und Fundorte
Langbeinit bildet sich, wie andere Kalisalze auch, meist durch Evaporation und findet sich daher überwiegend in marinen Salzstöcken, wo er unter anderem vergesellschaftet mit Carnallit, Halit und Sylvin auftritt. Langbeinit kann allerdings auch durch Metamorphose aus Sylvin, Kieserit oder Polyhalit entstehen.
Als seltene Mineralbildung konnte Langbeinit nur an wenigen Fundorten nachgewiesen werden, wobei bisher (Stand: 2019) etwas mehr als 40 Fundorte dokumentiert sind. Neben seiner Typlokalität Kaliwerk Wilhelmshall trat das Mineral in Sachsen-Anhalt noch im Kaliwerk Solvayhall bei Bernburg und der Grube Berlepsch bei Staßfurt zutage. Weitere bekannte Fundorte in Deutschland sind unter anderem Giesel (Neuhof) und das Werratal in Hessen, Hänigsen und Wathlingen in Niedersachsen sowie Ronneburg, Merkers und Unterbreizbach in Thüringen.
In Österreich fand man Langbeinit unter anderem im Salzbergwerk Altaussee in der Steiermark, im Halltaler Salzwerk in Tirol sowie in den Salzwerken Perneck und Hallstatt in Oberösterreich.
Weitere bekannte Fundorte sind unter anderem China, Frankreich, Japan, Kasachstan, Pakistan, Polen, Russland, Tadschikistan, Tschechien und der Ukraine sowie in den Vereinigten Staaten von Amerika (New Mexico).